# Tüszum Kjenpa
Tüszum Kjenpa (1110–1193) a tibeti buddhizmus első karmapája.

## Élete

### Gyermekkora
Tüszum Kjenpa 1110-ben született Ratagban, mely Treso területén fekszik a kelet-tibeti Do Khamban. Apja – Gompa Dordzse Gön – Jamantaka jógi volt, míg anyja – Gangcsam Migdren – egy jogini. A rendkívüli tehetséges gyermek a Gefel nevet kapta.
Apja átadta neki Ekadzati, a titkos női védelmező mantráját. Tizenegy éves korára teljesen megvalósította ezt a gyakorlatot. Láma Dzsakar Bairotól megtanulta Mahakála gyakorlatait, és gyorsan elsajátította ezeket. Csodás erőkre tett szert, és ezek birtokában kezének és lábának jól kivehető lenyomatát hagyta egy sziklán. Tizenhat éves korában a szokatlan fiút Kenpo Csökji Láma és Csepa Csöki Szenge szerzetesi fogadalmat adtak neki, s ekkor kapta a Csökji Trakpa nevet.

### Munkái
Tanulmányozta Csakraszamvara gyakorlatait Palden Atisa módszerének megfelelően, és hamarosan mesterévé vált ezeknek. Tizenkilenc éves korában Töd Lungba utazott, ahol találkozott a híres Gese Gya Marvával, akinek a tanítványává vált. Megismerkedett a jövőbeli buddha, Maitréja tanaival és a Pradzsnamula-tanításokkal. Egy éven át tanítótól tanítóig vándorolt, míg végül találkozott Gese Zaravával, aki a Kadampa-tanokkal ismertette meg a fiút. Láma Pacab Nyima Trakpa, egy nagy fordító, Nagardzsuna sziddha Hat Értekezésére tanította.
Egy látomáson keresztül, melyben Maitréja jelent meg előtte, öt fontos gyakorlatba nyert beavatást. Kenpo Mal Düldzin és Lelop Jese Lödru jelenlétében megkapta a teljes szerzetesi felszentelést és a Vinaja-előírások részletes tanulmányozásába kezdett.
Tüszum Kjenpa a Penyül Gyal-kolostorba utazott, ahol Pal Galopával és más tanítókkal is találkozott. Tőlük kapta meg a Kalacsakra-tanításokat, együtt a Mahakalakakamukha-tanításokkal, mely Mahakálának egy varjúfejű formája.
Harmincéves korában Tüszum Kjenpa elhatározta, hogy felkeresi Dzse Gampopát. Drakpo Trakhához érve találkozott Gomcül és Sapa Lingpa mesterekkel. Gomcültől megtanulta a Mahajogini-tantrát, és ugyanebben az időben Fehér Tara sokat ígérő látomásában részesült. Ezután a Dvagla Gampo-kolostor felé vette útját, ahol találkozott legfőbb lámájával, Dzse Gampopával.
Tüszum Kjenpa egy selyemsálat ajándékozott Gampopának, akitől fogadalmakat kapott, és mikor átadta neki a Kadampák Lamrimját, a következőt tanácsolta: „ Én ezen meditáltam, neked is így kell tenned!” Később további tanításokat kért, és beavatást kapott Hévadzsrába, mely alatt fő tanítója ebben a formában jelent meg előtte. Tüszum Kjenpa kilenc nap alatt megkapta a titkos tanítások teljes átadását. Kifejlesztve a Belső Hőt mindössze egy pamutruhában kilenc hónapra elvonult, tanítója irányítása alatt böjtölt és meditált. Megnyilvánult az összpontosításra való képessége is, és egyértelművé vált, hogy Gampopa tanítványainak százai közül ő a legjobb képességű.
A Til-barlangban folytatta meditációját, ahol négy hónapot töltött el. Ezután a Pagmo-kolostorba ment, szert téve arra a képességre, hogy tudatát bármire összpontosítsa, visszatért tanítójához, és vele maradt még három évig. Recsungpától, Dzsecün Milarépa tanítványától megkapta Naropa és Maitripa tanításait: a Hat Jógát és más tanításokat. Gampopa útmutatásainak megfelelően egy barlangban gyakorolt, ahol egy látomásban a következőt mondta neki egy női forma: „Ne maradj itt tovább! Az anyám visszajön!” Ezt jó jelként értelmezve további tizennégy hónapot töltött el az együttérzésen meditálva, aminek eredményeként teljes irányítása alá vonta a Belső Hőt, majd visszatért tanítójához.
Tüszum Kjenpa beszélt megvalósításairól Gampopával, aki azt tanácsolta neki, hogy még pár hónapig folytassa meditációját. Hat hónap elteltével úgy érte el a teljes megvilágosodást, ahogy a nap ragyog elő a felhők közül. Gampopa felismerte tanítványa megvalósítását, és kezét Tüszum Kjenpa fejére helyezve a következőt mondta: „Fiam, elvágtad a jelenségvilághoz való minden kötődésed.” Hozzátette, hogy ezentúl kötelessége, hogy másokkal is megossza megvalósítását.
Egy ősi írás szerint Buddha egyszer megjósolta, hogy mintegy 1600 évvel a halála után egy nagy spirituális megvalósítással és határtalan együttérzéssel rendelkező lény születik meg ebben a világban, aki több egymást követő inkarnáción keresztül terjeszti a buddhista Dharmát, és Karmapaként válik ismertté. Dzse Gampopa és a kor két nagy mestere, a kasmíri Láma Szakja Sri és Láma Szang is felismerte, hogy Tüszum Kjenpa az, akiről Buddha jóslata szól.
Dzse Gampopa utasításainak megfelelően Tüszum Kjenpa – az első Karmapa – Mönbe indult Gatung királyhoz, aki a fő támogatójává vált. Majd beutazva Tibetet tanításokat adott. Jabcangnál szert tett arra a képességre, hogy sziklákon és hegyeken hatoljon át. Négy hónapig a Fabong Karlebnél lévő Lapos Fehér Sziklán maradt – mely Guru Padmaszambhava egyik székhelye volt –, ahol dakinik etették. Ezután még egyszer visszatért a tanítójához, aki azt tanácsolta, hogy látogasson el Kampo Nesznangba, „mivel ez a lények nagy hasznára lesz”.
Később Karmapa hírt kapott tanítója haláláról. Azonnal visszatért a Dvagla Gampo-kolostorba, ahol látomása volt Gampopáról, mely után hosszú gyakorlatokba kezdett a Kagyü Vonal terjesztésének érdekében. Tanítványainak azt az ígéretet tette, hogy 84 éves koráig fog élni.
A Kham tartományban fekvő Nesznang védelmezője, Dordzse Palceg megkérte Karmapát, hogy látogasson el területére. Karmapa itt alapította meg 1165-ben a Nesznang-kolostort. Ez a hely arról a hatalmas szikláról nevezetes, melyen megjelenik a tibeti „Ka” betű, ha egy új Karmapa jelenik meg ebben a világban.
Egy nap, amikor Karmapa Naropa sziddha Fény Jógáját gyakorolta, tizenöt dakini jelent meg előtte egy kört alkotva – ezt Dölma Jeshe Korlónak, azaz Tara mandalájának nevezik. Más alkalommal Karmapa Szingarába, Ceylonba utazott, ahol találkozott Vadzsraganta Heruka sziddhával, aki átadta neki a Csakraszamvara-beavatást. Karmapa a Gaden isteni világban találkozott a jövőbeli buddhával, Maitréjával, akitől sok fontos tanítást kapott. Ekkor fejeződött be a Nesznang-kolostor építése. Hetvennégy éves korában Tüszum Kjenpa elhagyta a kolostort, és a Dri folyó partján fekvő Tri-oba indult. Útja során néhány szerzetesnek tanítást adott. Mikor Tresö tartományon utazott keresztül, véget vetett a falusiak közti ellenségeskedésnek. Leh faluban új kolostort alapított, amit Kham Marnak nevezett el. Ezután Karma Gönbe utazott, ahol kolostort hozott létre, mely később az egyik legnagyobb és legfontosabb Kagyü központtá vált. Itt Karmapa sok áldást osztott, és meggyógyította a rászorulókat, újra látóvá tette a vakokat.
Gampopa egyik tanítványa, Dzsigten Szungön, egy üzenetet küldött, amiben arra kérte Karmapát, hogy látogasson el a Dvagla Gampo-kolostorba. Gampopa utolsó kívánságai közé tartozott, hogy a legkiválóbb tanítvány egy kis időt töltsön el itt. Karmapa megtette a hosszú utat, és megérkezése után azonnal nekilátott, hogy újjáépítse tanítója kolostorát. Áldásokat és beavatásokat adott a tiszteletére összegyűlt sok-sok szerzetesnek és lámának. Ahogy végzett a felújításokkal, Curpuba utazott, mely körülbelül 50 km-re fekszik Lhászától. Itt egy hatalmas új kolostor építésébe kezdett, mely a hely nevét viselte és a Karmapa-inkarnációk fő székhelyévé vált.
Karmapa hét nagy türkizt és hetven jakot küldött el teával megrakva a Dvagla Gampo-kolostorba. Elrendelte, hogy készítsenek négy, arany betűkkel írt másolatot a Pradzsnaparamitáról, és további 180 vallásos írással, valamint tíz türkizzel és ötven szép lóval felajánlás gyanánt tanítója kolostorába küldte ezeket. Egy jóslatban részletesen leírta azt a helyet, ahol a következő inkarnációját fellelhetik. Ezt a levelet Drogön Recsenre, legkiválóbb tanítványainak egyikére bízta.
Kijelentette, hogy a jövőben is lesznek Karmapák. Hozzátette azt is, hogy már több másik inkarnációja is létezik: egy Ladak mellett, a Nepál-Tibet határterületen, egy másik Kelet-Indiában mint Avalokitesvara bódhiszattva emanációja, és egy a keleti világban mint Trakpa Táje nevű király.

## Halála
Élete utolsó éveiben megjelent a „Ka” betű a Kampo Nesznang-i nagy sziklán. Fő kísérőjének meghagyta, hogy ossza szét vagyonát a szerzetes-közösségek között. 1193-ban – nyolcvannégy évesen – számos dakini által körülvéve halt meg. Rengeteg csodás jel mutatkozott ebben az időben, és hamvaiból ereklyék kerültek elő.